# 盧赫 (蘇梅州)
52°10′7″N 33°48′14″E / 52.16861°N 33.80389°E
盧赫（烏克蘭語：Луг）是位於烏克蘭東北部的村莊，由蘇梅州紹斯特卡區的中布達市鎮負責管轄。該村處於斯維加河畔，分別距離赫雷希科韋1.5公里、皮哈里夫卡2公里和日霍韋6公里，海拔高度173米，2001年人口10。